# Gonomyia omeiensis
Gonomyia omeiensis là một loài ruồi trong họ Limoniidae. Chúng phân bố ở miền Cổ bắc.